# جاك أوكونور (لاعب كرة قاعدة أمريكي)
جاك أوكونور (بالإنجليزية: Jack O'Connor)‏ هو لاعب كرة قاعدة أمريكي، ولد في 2 يونيو 1869 في سانت لويس في الولايات المتحدة، وتوفي بنفس المكان في 9 أكتوبر 1937.

## وصلات خارجية
- جاك أوكونور (لاعب كرة قاعدة أمريكي) على موقعبيزبول رفرنس.كوم (الدوري الرئيسي) (الإنجليزية)
- جاك أوكونور (لاعب كرة قاعدة أمريكي) على موقعبيزبول رفرنس.كوم (الدوري الثانوي) (الإنجليزية)